# Hayabusa (lớp tàu tuần tra)
| Tàu tên lửa lớp Hayabusa          | Tàu tên lửa lớp Hayabusa                                       | Tàu tên lửa lớp Hayabusa                      |
| --------------------------------- | -------------------------------------------------------------- | --------------------------------------------- |
| JS Umitaka (PG-828)               |                                                                |                                               |
| Khái quát về lớp tàu              |                                                                |                                               |
| Kiểu                              | Tàu tên lửa PG                                                 | Tàu tên lửa PG                                |
| Bên sử dụng                       | Hải quân Nhật Bản                                              | Hải quân Nhật Bản                             |
| Bên chế tạo                       | Mitsubishi Heavy Industries                                    | Mitsubishi Heavy Industries                   |
| Thời gian đóng                    | 2000 - 2004                                                    | 2000 - 2004                                   |
| Thời gian hoạt động               | 2002 - nay                                                     | 2002 - nay                                    |
| Lớp trước                         | Tàu tên lửa lớp PG1-go                                         | Tàu tên lửa lớp PG1-go                        |
| Đặc điểm khái quát                |                                                                |                                               |
| Trọng tải choán nước              | Tiêu chuẩn 200 tấn                                             | Tiêu chuẩn 200 tấn                            |
| Trọng tải choán nước              | Đầy tải 240 tấn                                                |                                               |
| Độ dài                            | 50.1m                                                          | 50.1m                                         |
| Sườn ngang                        | 8.4m                                                           | 8.4m                                          |
| Mớn nước                          | 4.2m                                                           | 4.2m                                          |
| Hệ thống động lực                 | Động cơ tuabin khí Ishikawajima Harima LM500-G07               | 3                                             |
| Hệ thống động lực                 | Hệ thống bơm nước phản lực MWJ-900A                            | 3                                             |
| Tốc độ                            | 44 hải lý/h (85 km/h)                                          | 44 hải lý/h (85 km/h)                         |
| Thủy thủ đoàn                     | 21                                                             | 21                                            |
| Vũ trang                          | Pháo hạm Mk-75 OTO Melara 76mm/62                              | 1                                             |
| Vũ trang                          | SSM-1B Type 90 (2 ống phóng)                                   | 2                                             |
| Hệ thống điều khiển hỏa lực (FCS) | FCS-2-31C                                                      | 1                                             |
| C4I                               | Hệ thống định hướng chiến đấu OYQ-8B CDS                       | Hệ thống định hướng chiến đấu OYQ-8B CDS      |
| Cảm biến/radar                    | Radar định vị nhận dạng và theo dõi mục tiêu mặt nước OPS-18-3 | 1                                             |
| Cảm biến/radar                    | Radar chuyển hướng, dẫn đường OPS-20                           | 1                                             |
| Hệ thống tác chiến điện tử        | Hệ thống chiến tranh điện tử tích hợp NOLR-9B                  | Hệ thống chiến tranh điện tử tích hợp NOLR-9B |
| Hệ thống tác chiến điện tử        | Thiết bị phóng mồi bẫy Mk.137                                  | 2                                             |

Tàu tuần tra tên lửa lớp Hayabusa (tiếng Nhật: はやぶさ型ミサイル艇) là một lớp tàu tuần tra mang tên lửa thuộc Lực lượng Phòng vệ trên biển Nhật Bản (JMSDF), do Nhà máy đóng tàu Shimonoseki thuộc Mitsubishi Heavy Industries (MHI) chế tạo. 6 tàu đã được đưa vào biên chế JMSDF từ năm 2002 đến năm 2004.

## Thiết kế
Lớp Hayabusa được thiết kế nhằm mục đích thay thế cho lớp tàu tên lửa cánh ngầm PG 1-go thế hệ trước được đánh giá là không thành công. Đã có 3 tàu PG-1 go được đóng mới trong giai đoạn 1993 - 1995. Tuy nhiên ngay sau khi đi vào hoạt động, hạn chế ở khả năng đi biển và phạm vi hoạt động ngắn khi chạy với tốc độ trung bình của tàu trở nên rõ ràng. Chính vì vậy, đã không có thêm một tàu nào thuộc lớp này được đóng mới và Hayabusa được phát triển để sửa chữa các vấn đề trên.
Sau khi một sự cố xảy ra ngoài khơi bán đảo Noto liên quan đến tàu gián điệp Bắc Tiều Tiên, ngân sách đóng 2 tàu tuần tra lớp Hayabusa đã được Chính phủ Nhật phê duyệt trong năm tài chính 1999. Chương trình đóng mới tàu tuần tra lớp Hayabusa được thực hiện bởi Nhà máy đóng tàu Shimonoseki của MHI. Chi phí đóng mới là 9,4 tỷ Yên cho mỗi tàu (theo tỷ giá năm 2001).
Thân tàu chiến lớp Hayabusa dùng kiểu thiết kế vỏ đơn, dài và hẹp có đáy chữ V cho phép đạt tốc độ cao và cải thiện sự ổn định ở tốc độ lớn. Thân tàu cũng được tối ưu cho khả năng tàng hình, ngoài ra bề mặt tàu được phủ một lớp sơn đặc biệt có khả năng hấp thu sóng điện từ. Cấu trúc thượng tầng của tàu được làm bằng hợp kim nhôm, gia cố thêm nhựa thủy tinh để làm giảm khối lượng. Bên trong tàu được ốp thêm 1 lốp vách làm bằng vật liệu composite chống cháy. Một cuộc thử nghiệm khả năng chống đạn của loại vách composite này đã được tiến hành bởi Phòng thí nghiệm Tsuchiura của Viện Nghiên cứu và Phát triển kỹ thuật Nhật Bản (TRDI). 
Tất cả các ghế ngồi trên tàu, bao gồm cả ở buồng lái và phòng động cơ, đều được trang bị dây đai an toàn và bộ giảm sóc. Khu vực phòng của sĩ quan được thiết kế riêng biệt với khu sinh hoạt của thủy thủ đoàn, các giường ngủ dành cho thủy thủ được lắp đặt dạng tầng nhằm tiết kiệm không gian. Ngoài ra, còn có một phòng chỉ huy chiến đấu (CIC) với diện tích khoảng 6 tấm chiếu tatami nằm liền kề phòng của sĩ quan, bên trong CIC còn có một phòng ăn nhỏ, nhưng thực tế nó thường được sử dụng làm phòng ở của các lính biệt kích hải quân thuộc Phân đội SBU đi theo tàu. Ở phía sau phòng ăn là một phòng bếp, được trang bị 1 lò vi sóng và 1 bếp điện từ, về cơ bản bữa ăn trong các chuyến hải trình thường là khẩu phần ăn dã chiến MRE. 
Lớp Hayabusa đóng vai trò như một vũ khí phản ứng nhanh, có thể xuất kích chớp nhoáng để phóng tên lửa vào mục tiêu, sau đó nhanh chóng rút lui. Đây được coi là lớp tàu chiến tí hon của Nhật Bản, chỉ dài 50,1 m, rộng 8,4 m, mớn nước 4,2m có lượng giãn nước đầy tải 240 tấn, kém xa những lớp tàu hộ vệ và khu trục hạng nặng trong biên chế JMSDF. Thủy thủ đoàn vận hành tàu 21 người.

## Hệ thống điện tử

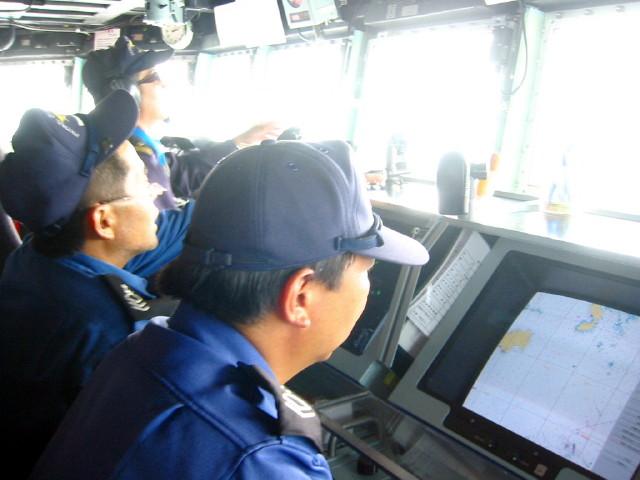
Bên trong phòng điều khiển của tàu JS Otaka (PG-826).

Tàu tuần tra lớp Hayabusa được trang bị hệ thống định hướng chiến đấu OYQ-8B. Hệ thống định hướng chiến đấu OYQ-8B bao gồm hệ thống máy tính điều khiển AN/UYK-44 và máy trạm AN/UYQ-21. Máy tính AN/UYK-44 nhỏ hơn nhưng vượt trội hơn rất nhiều so với AN/UYK-20 thế hệ trước. Các máy tính trung tâm với tốc độ xử lý dữ liệu khoảng 10 Mbit/giây sẽ tự động tính toán, đánh giá dữ liệu về mục tiêu và phân bố đến các hệ thống vũ khí. Hệ thống OYQ-8B cho phép Hayabusa đối phó hiệu quả với các mục tiêu, đặc biệt là các mục tiêu dưới nước.   
Ngoài khả năng hoạt động trên Link 11 như OYQ-8, điều mà hệ thống OYQ-5 và UYK-20 trước đó không thể làm được, OYQ-8B còn được kết nối dữ liệu với Hệ thống hỗ trợ chỉ huy và kiểm soát của Lực lượng Tác chiến Hàng hải (MOF), cho phép các tàu lớp Hayabusa có thể trao đổi với các tàu chiến khác cũng như các máy bay chiến đấu và các lực lượng mặt đất của JSDF các dữ liệu dạng hình ảnh, tọa độ mục tiêu và tin nhắn dạng văn bản ở cấp chiến thuật trong thời gian gần với thời gian thực. Qua đó giúp tăng cường khả năng tấn công và phòng thủ của tàu.  
Tàu còn được trang bị radar định vị nhận dạng và theo dõi mục tiêu mặt nước OPS-18-3, radar chuyển hướng, dẫn đường OPS-20 hoạt động ở băng tần I (8 đến 10GHz), radar điều khiển hỏa lực FCS-2-31C dùng để đẫn bắn tên lửa chống hạm SSM-1B Type 90 và hệ thống theo dõi và giám sát hồng ngoại OAX-2. Hệ thống thông tin liên lạc trên tàu được kết nối với vệ tinh Superbird B2 thông qua hệ thống liên lạc vệ tinh NORA-1C lắp phía sau bột buồm của tàu. Hệ thống còn có thể cung cấp hai kênh thoại kỹ thuật số. 
Phương thức "bảo vệ mềm" (soft-kill) của Hayabusa bao gồm hệ thống chiến tranh điện tử NOLR-9B ESM và hệ thống mồi bẫy Mk-137 SRBOC (2 giá x18-ống phóng). Hệ thống chiến tranh điện tử NOLR-9B ESM dùng để dò tìm tín hiệu vô tuyến phát từ radar tàu và tên lửa đối phương, đồng thời phát tín hiệu gây nhiễu làm nhiễu đầu dò radar của tên lửa chống hạm, khiến chúng bám theo các mục tiêu ảo hoặc giảm tầm hiệu quả của đầu dò, cho phép tàu tránh được tên lửa. Hệ thống Mk-137 SRBOC thường kết hợp với hệ thống chiến tranh điện tử NOLR-9B ESM. Cơ chế hoạt động của nó là phóng ra các rocket thả lá nhôm, tạo ra mục tiêu giả, gây nhầm lẫn cho đầu dò của tên lửa đang hướng đến.

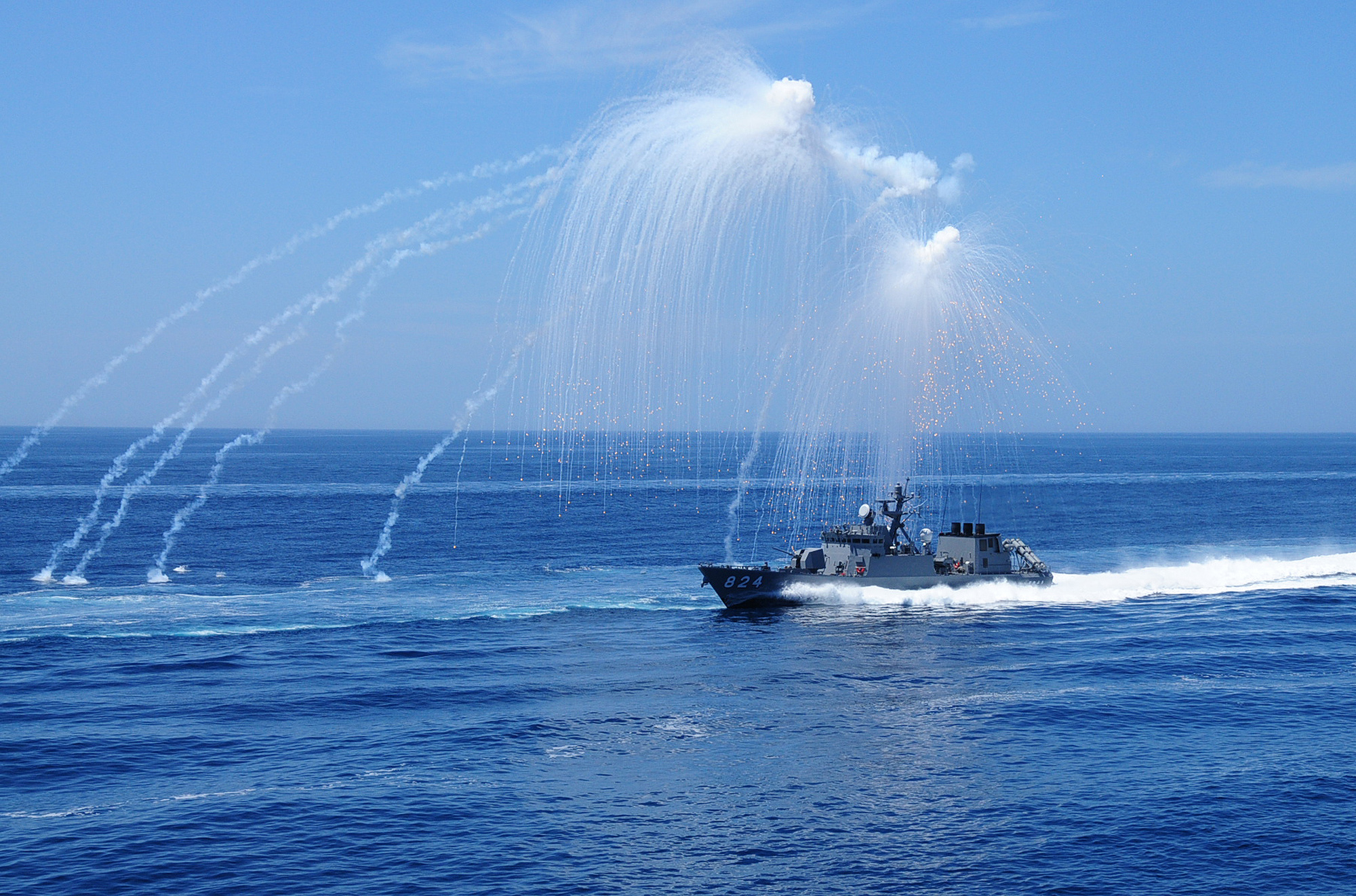
JS Hayabusa (PG-824) kích hoạt hệ thống phóng mồi bẫy Mk-137.
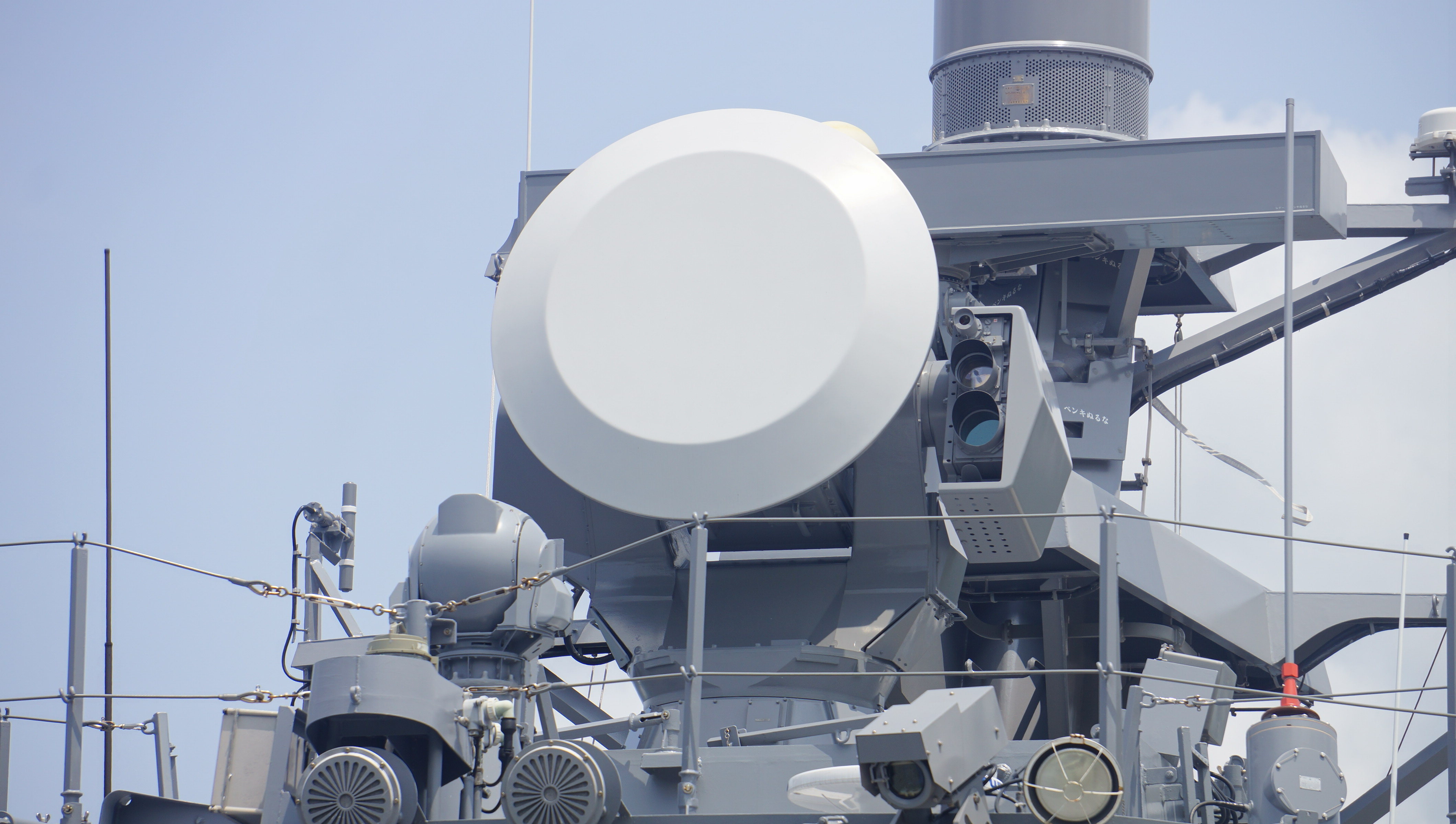
Radar điều khiển hỏa lực FCS-2-31C
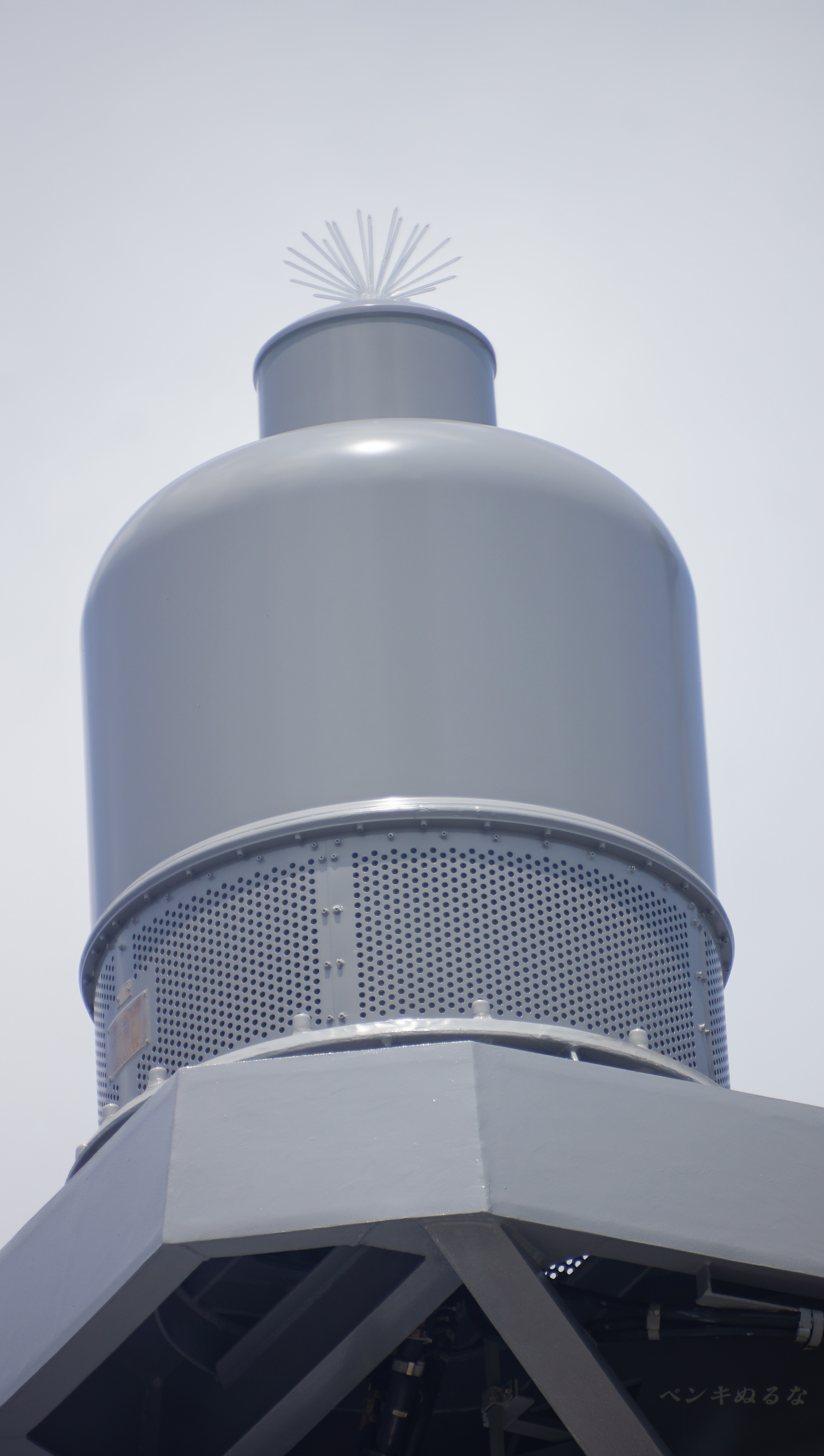
Hệ thống chiến tranh điện tử NOLR-9B
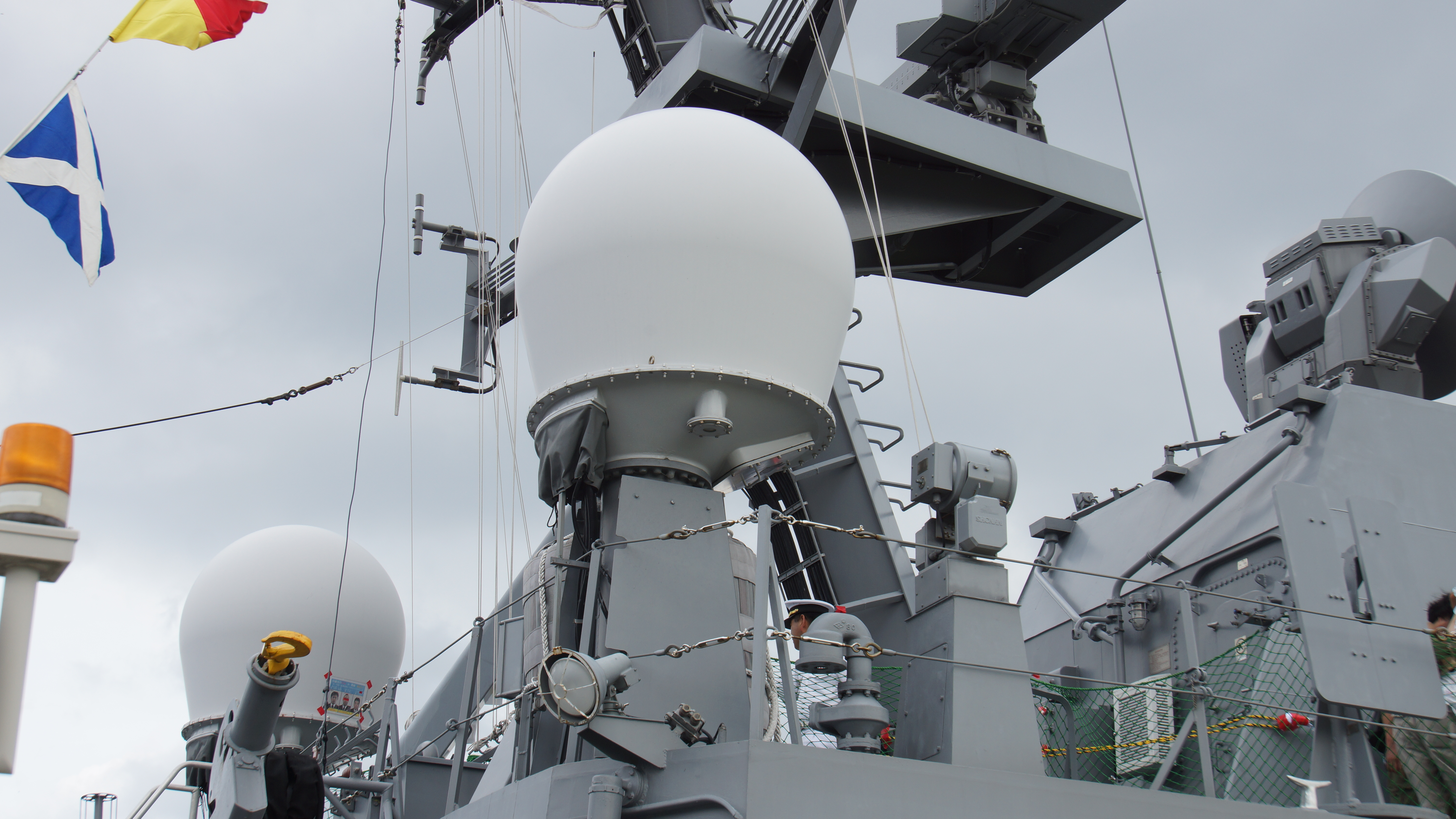
Hệ thống liên lạc vệ tinh NORA-1C
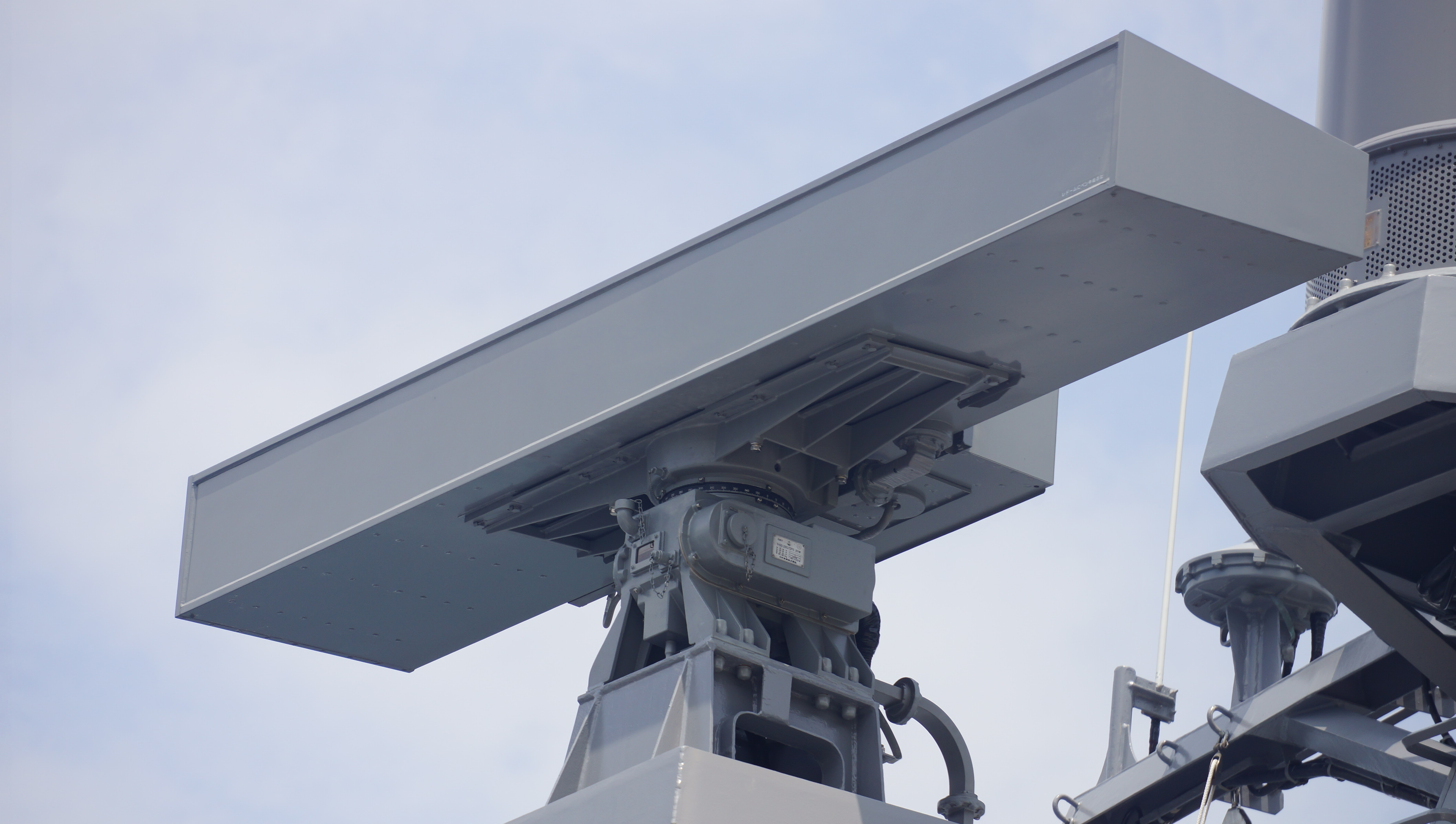
Radar định vị nhận dạng và theo dõi mục tiêu mặt nước OPS-18-3
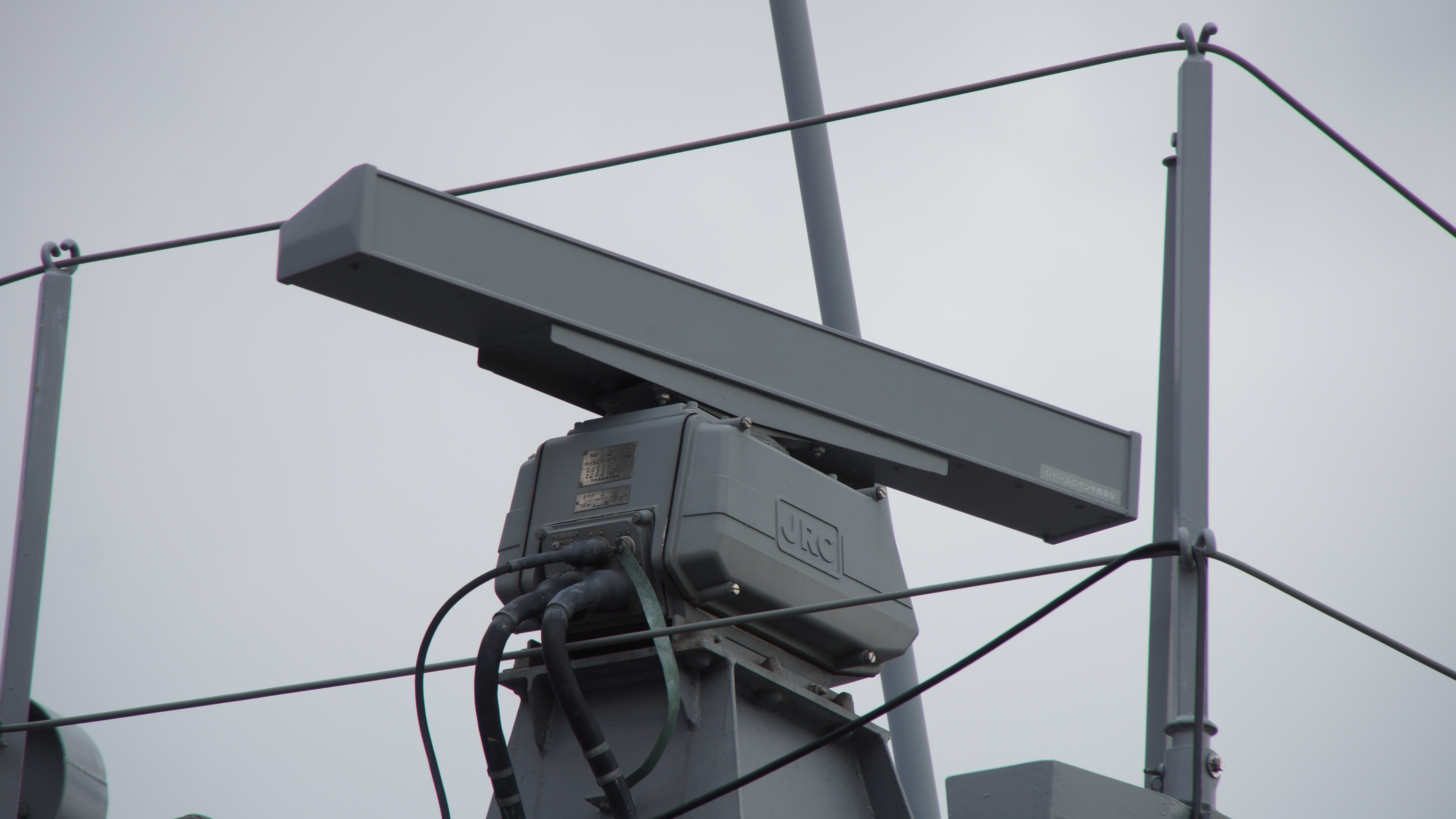
Radar chuyển hướng, dẫn đường OPS-20

## Hệ thống vũ khí

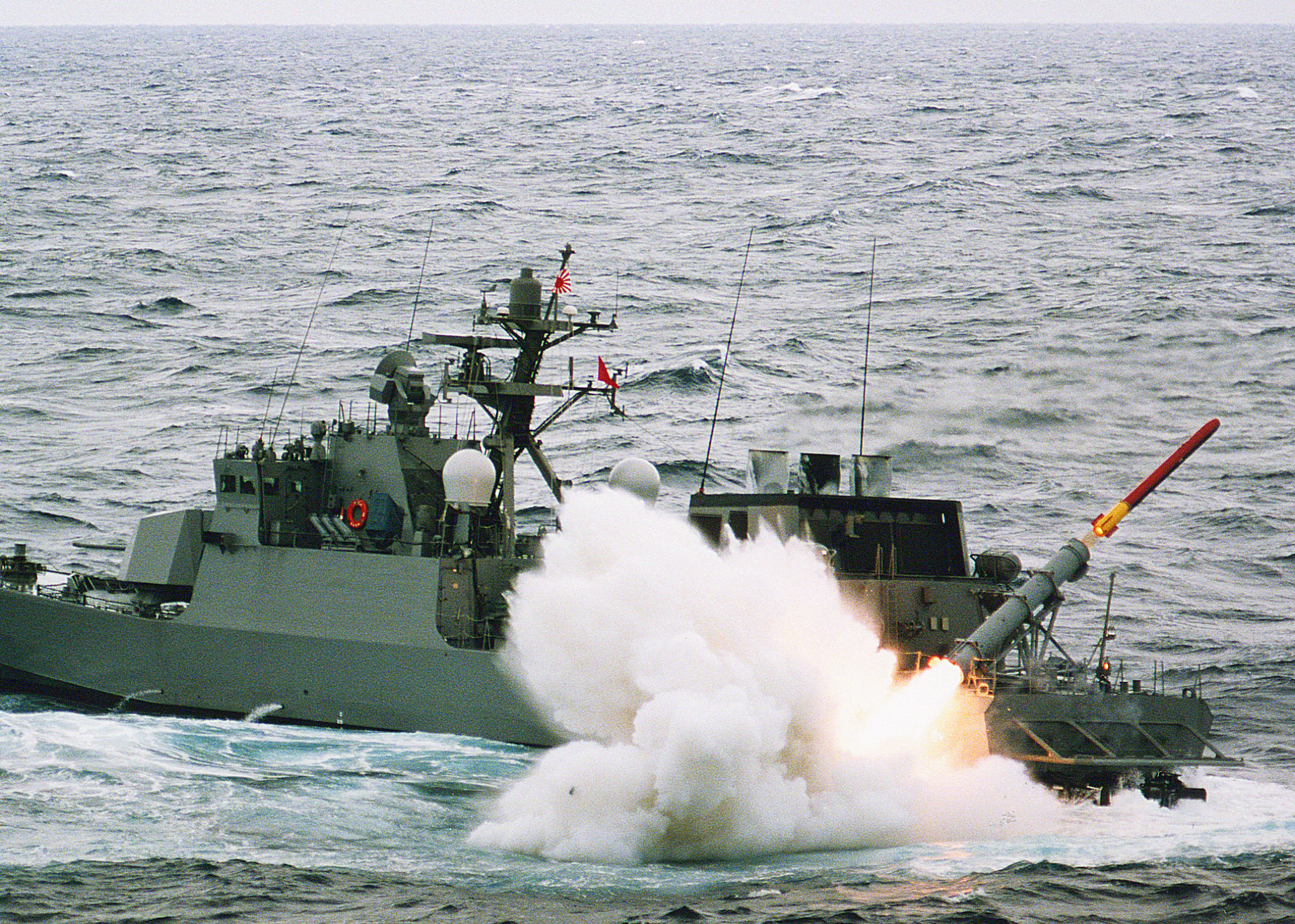
JS Wakataka (PG-825) phóng thử nghiệm tên lửa chống SSM-1B Type 90.

### Tên lửa chống hạm SSM-1B Type 90
Các tàu lớp Hayabusa được được trang bị 2 bệ, mỗi bệ 2 ống phóng kiêm bảo quản dùng cho tên lửa chống hạm SSM-1B Type 90, ở đuôi tàu. Bệ phóng được thiết kế nghiêng 45 độ và đặt đối xứng nhau. Do được thiết kế nghiêng 45 độ và đặt đối xứng nhau, hệ thống phóng rất cồng kềnh, tốn nhiều diện tích trên tàu. Khi phóng tên lửa, tàu phải xoay ngang làm tăng độ bộc lộ trước đối phương và mỗi lần chỉ phóng được 50% cơ số tên lửa SSM-1B Type 90 mang theo. Tuy tàu mang được 4 tên lửa Type-90, nhưng JMSDF thường chỉ lắp 3 tên lửa cho các buổi thử nghiệm hoặc trực chiến.
SSM-1B Type 90 được MHI phát triển vào năm 1988 và được đưa vào trang bị năm 1992. Type 90 là phiên bản trên hạm của hệ thống phòng thủ bờ biển Type-88. Type 90 có thiết kế khí động học pha trộn giữa tên lửa chống hạm RGM-84 Harpoon của Mỹ và Exocet của Pháp. Tên lửa có 4 vây ổn định lớn hình tam giác ở gần giữa thân hơi xích ra phía sau (sải cánh này lớn hơn so với Harpoon và Exocet) cùng 4 vây lái nhỏ hình tam giác ở đuôi tên lửa.
Type 90 có chiều dài 5,1m, đường kính 0,35m, sải cánh 1,19m, trọng lượng phóng 660 kg. Tên lửa có tầm bắn 200 km mang theo đầu đạn nặng 225 kg, tốc độ hành trình của tên lửa khoảng 1.150 km/h.
Khi tác chiến, tên lửa được đưa ra khỏi ống phóng bằng một động cơ tăng cường nhiên liệu rắn. Sau khi động cơ tăng cường cháy hết, động cơ phản lực Mitsubishi TJM-2 sẽ được kích hoạt để đưa tên lửa hành trình đến mục tiêu. Để có độ linh hoạt cao và tăng khả năng sống sót cho tên lửa hệ thống đẩy vectơ đã được tích hợp vào.
Tên lửa được dẫn hướng kết hợp quán tính ở giai đoạn đầu và giai đoạn giữa, giai đoạn cuối tên lửa sử dụng radar chủ động để tìm và xác định mục tiêu. Nếu không tìm thấy mục tiêu trong một khoảng thời gian tên lửa sẽ tự hủy hay nhận lệnh tự hủy từ bên ngoài. Type-90 có thể bay lướt mặt biển ở độ cao cực thấp và có khả năng bay vòng qua vật cản để đến vị trí mục tiêu. Khi bay ở giai đoạn kiểm tra cảnh giới, nó bay cách mặt biển 15m, ở giai đoạn cuối khi tiếp cận mục tiêu, nó chỉ cách mặt biển 2-3m, việc bay quá thấp như vậy hoàn toàn ‘làm mù" hệ thống radar cảnh giới của đối phương.
Đầu nổ của đầu đạn Type 90 là loại "bán xuyên giáp". Trước tiên, dựa vào năng lượng vận động khi bay, đầu đạn có thể xuyên thủng mạn tàu đối phương, ngòi đầu nổ tên lửa có thể xuyên thủng mạn tàu địch, sau mấy giây xuyên vào trong tàu, ngòi đầu nổ tên lửa lại dẫn nổ, từ đó làm nổ tung đầu đạn có chứa lượng thuốc nổ cực mạnh ngay trong thân tàu, cộng với lượng chất đốt vẫn chưa cháy hết của tên lửa cùng tung ra theo tiến nổ, khiến cả khoang tàu bốc cháy, làm tàu địch bị phá hủy nặng nề. Đường kính lỗ đạn phá có thể rộng đến 10m. 
Loại tên lửa này có thể hoạt động trọng mọi điều kiện thời tiết và có khả năng chống nhiễu cao, nếu nó thấy bị nhiễu thì hệ thống điện tử sẽ thực hiện các bước chống nhiễu và nếu thấy không hiệu quả nó sẽ chuyển chế độ ra đa từ chủ động sang bị động dò nguồn gây nhiễu. Trong chế độ này nó sẽ ưu tiên diệt nguồn gây nhiễu trước để các tên lửa sau có thể dò ra mục tiêu cần diệt. Đầu tự dẫn radar kiểu chủ động có thể tự điều chỉnh đường ngắm trúng vào mục tiêu trong mặt phẳng góc + 30o, dẫn tên lửa vào chỗ tập trung mạnh nhất sóng phản xạ từ vỏ tàu mục tiêu về, thường tạo nên "tâm" bề mặt phản xạ của tàu.

### Pháo hạm Mk-75 OTO Melara 76mm/62
Pháo chính của tàu là pháo hạm tự động Mk-75 cỡ nòng 76mm/62 do Công ty Japan Steel Works sản xuất theo giấy phép của Công ty OTO Melara, Italia. Mk-75 có tốc độ bắn nhanh nên chủ yếu được dùng để thực hiện nhiệm vụ tác chiến mặt nước và đối không. Pháo có khối lượng 16,8 tấn, nòng pháo dài 4,7 m, sơ tốc đầu nòng 980 m/s, tốc độ bắn trung bình là 85 viên/phút, ở chế độ bắn nhanh là 120 viên/phút, có khả năng tiêu diệt mục tiêu cỡ nhỏ tầm gần ở cự ly tối đa 16 km và mục tiêu trên không ở tầm bắn lên đến 12 km.
Thành phần của pháo hạm này bao gồm 01 module đơn gắn pháo, 01 hệ thống nạp đạn tự động và các thiết bị hỗ trợ. Pháo được trang bị hai loại đạn là đạn xuyên giáp và đạn nổ phân mảnh. Trong đó, đặc điểm nổi bật nhất chính là đạn ART đường kính 42mm, có hình dạng như một quả rocket với cánh đuôi đứng, nặng 3,4 kg, sử dụng lõi kim loại wolfram được bố trí trong vỏ đạn 76mm và được giữ ở vị trí trung tâm bằng một đế giữ vòng tròn.
Đạn được bố trí thành hình tròn trong ụ pháo, được phủ một lớp nhựa cứng bên ngoài. Pháo còn có hệ thống làm mát bằng nước giúp cho nòng pháo không bị nóng và có thể bắn liên tục được hàng nghìn phát trong một cuộc tấn công. Quá trình ngắm bắn và điều chỉnh góc tà nòng pháo được điều khiển thông qua các hệ thống điện tử tự động, trong khi các hệ thống nạp đạn được điều khiển thủy lực. Khi viên đạn "mẹ" được bắn đi, khí được tích tụ ở phía sau đẩy quả đạn ART bắn ra khỏi nòng pháo bay tới mục tiêu với tốc độ nhanh hơn gấp 1,5 lần so với tốc độ quả đạn thông thường nên độ chính xác cao và hiệu suất tiêu diệt mục tiêu lớn. 
Ngoài ra, trên tàu còn có 2 súng máy hạng nặng M2 browning 12,7mm lắp ở phía sau cầu và 1 xuồng cao tốc dạng bơm hơi vỏ cứng dài 6,3m dùng cho tuần tra, cứu nạn

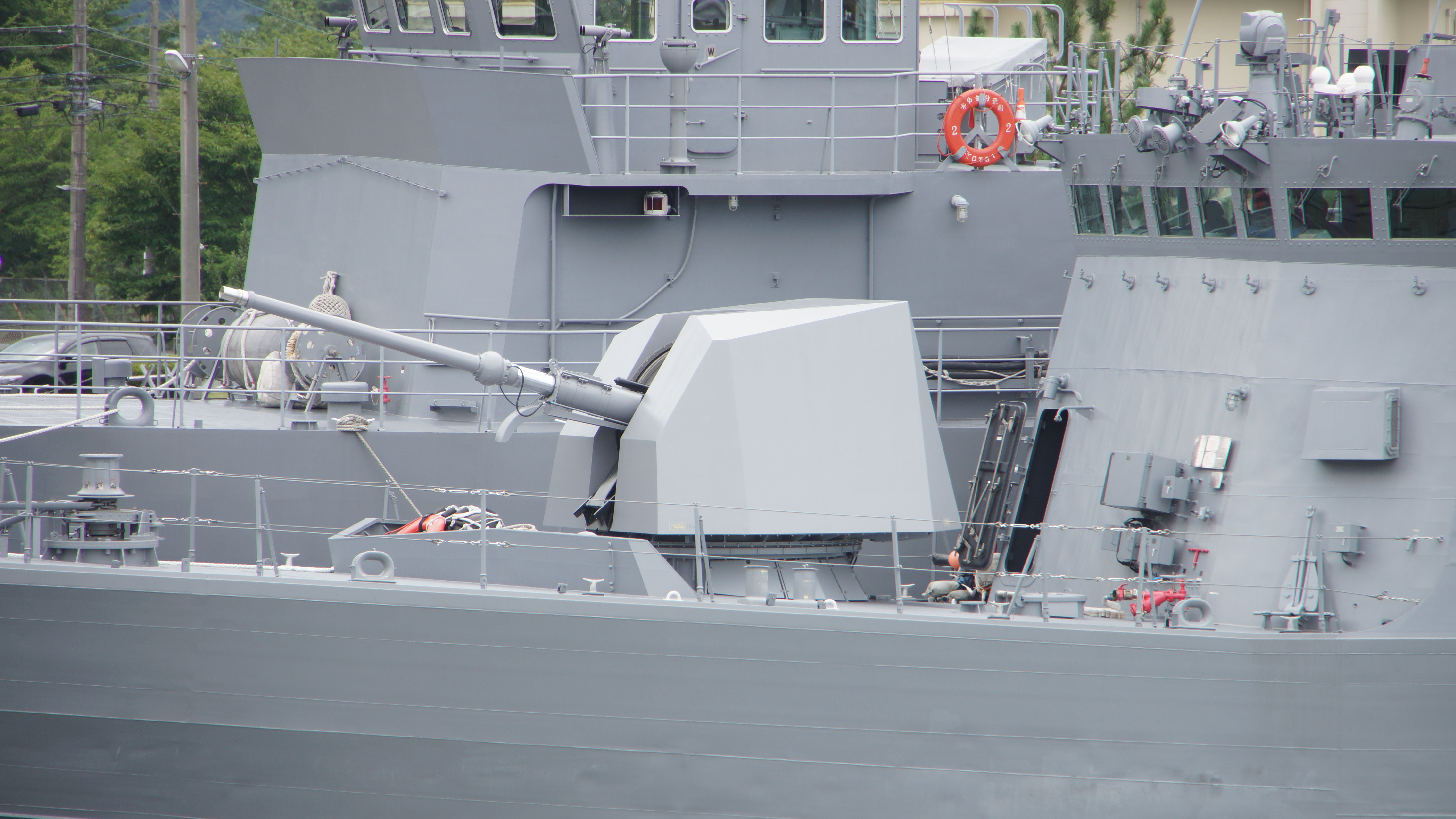
Pháo hạm Mk-75 OTO Melara 76mm/62
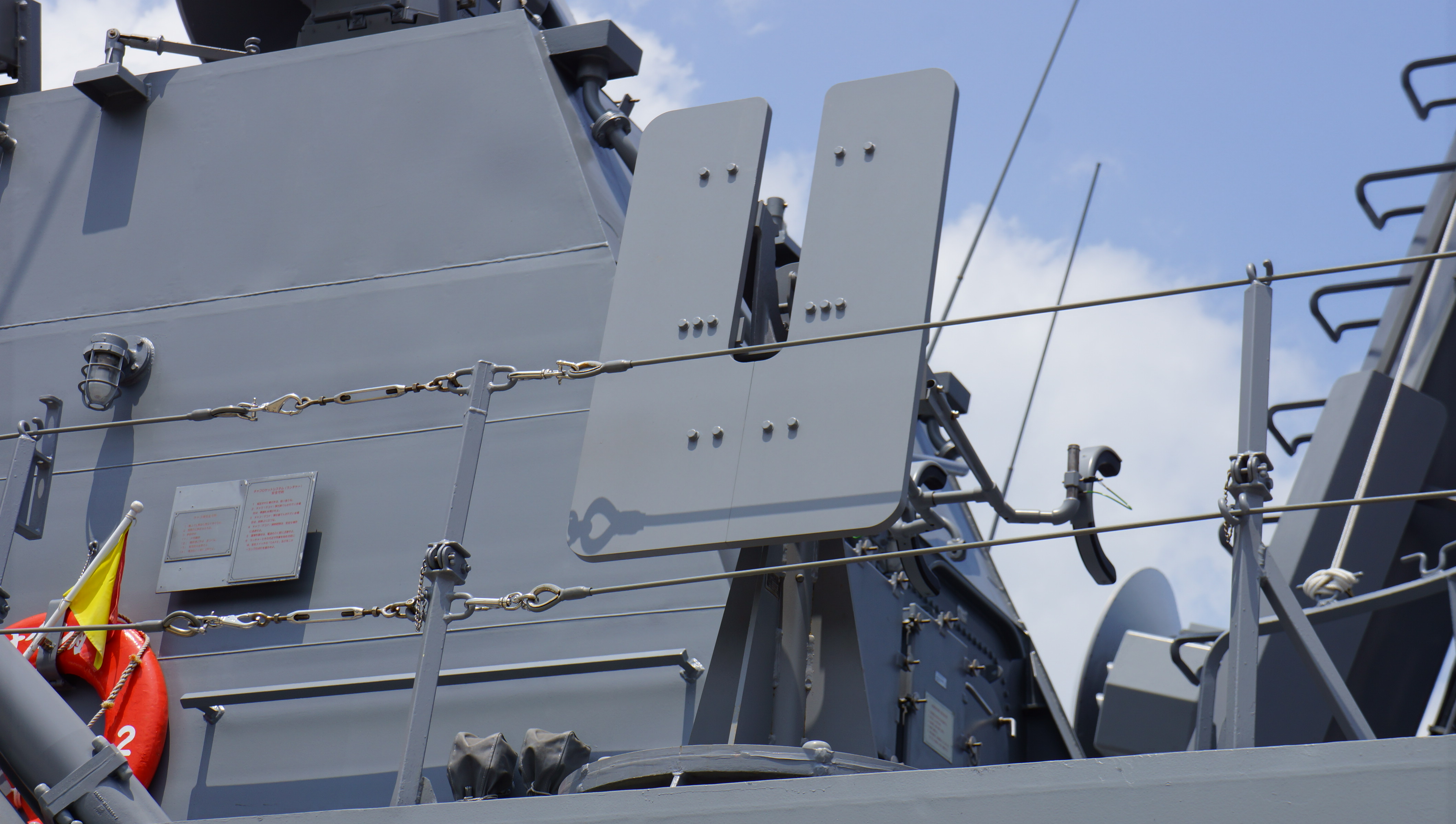
Súng máy hạng nặng M2 browning 12,7mm
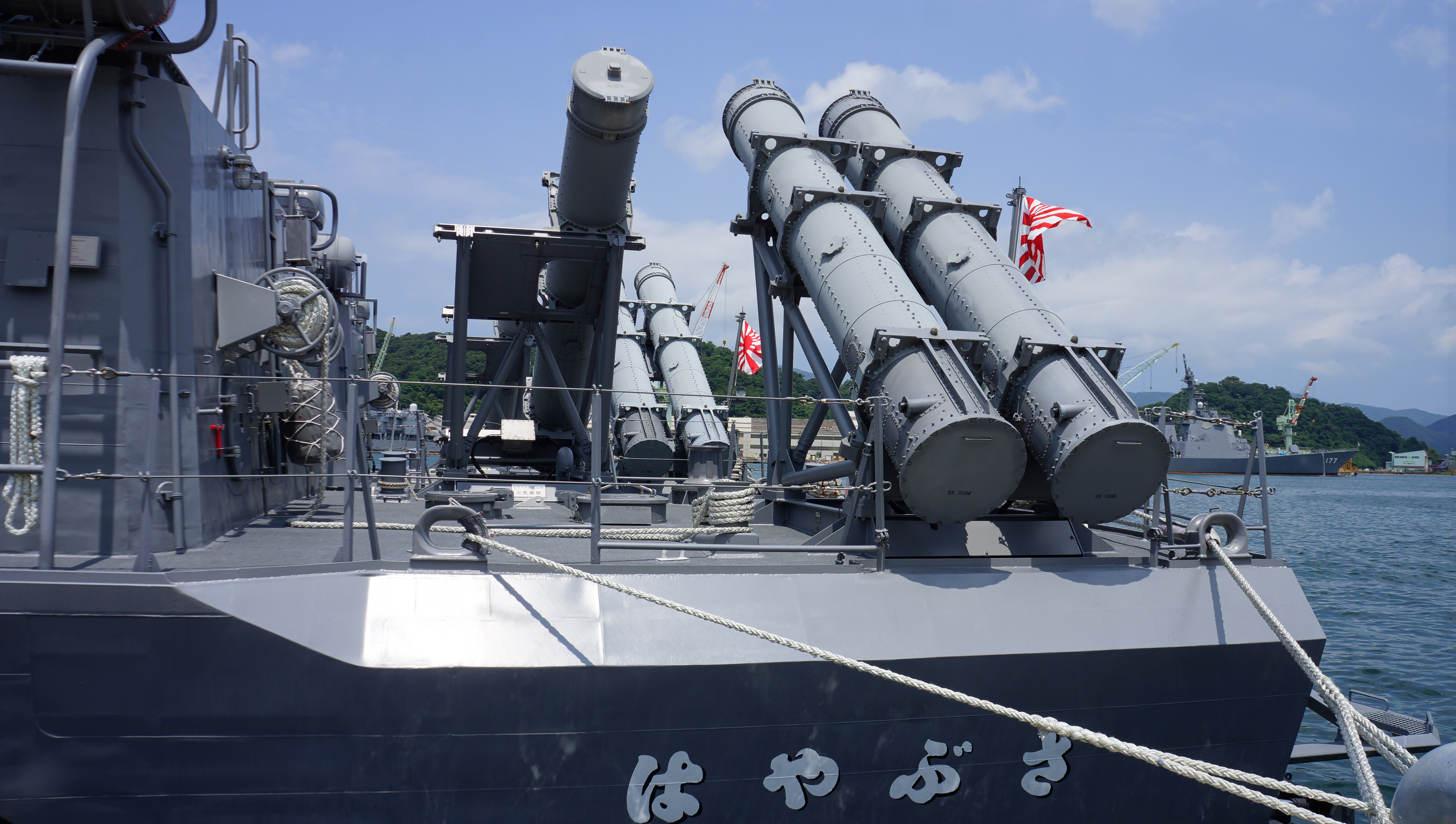
Ống phóng kiêm bảo quản của tên lửa chống hạm SSM-1B Type 90
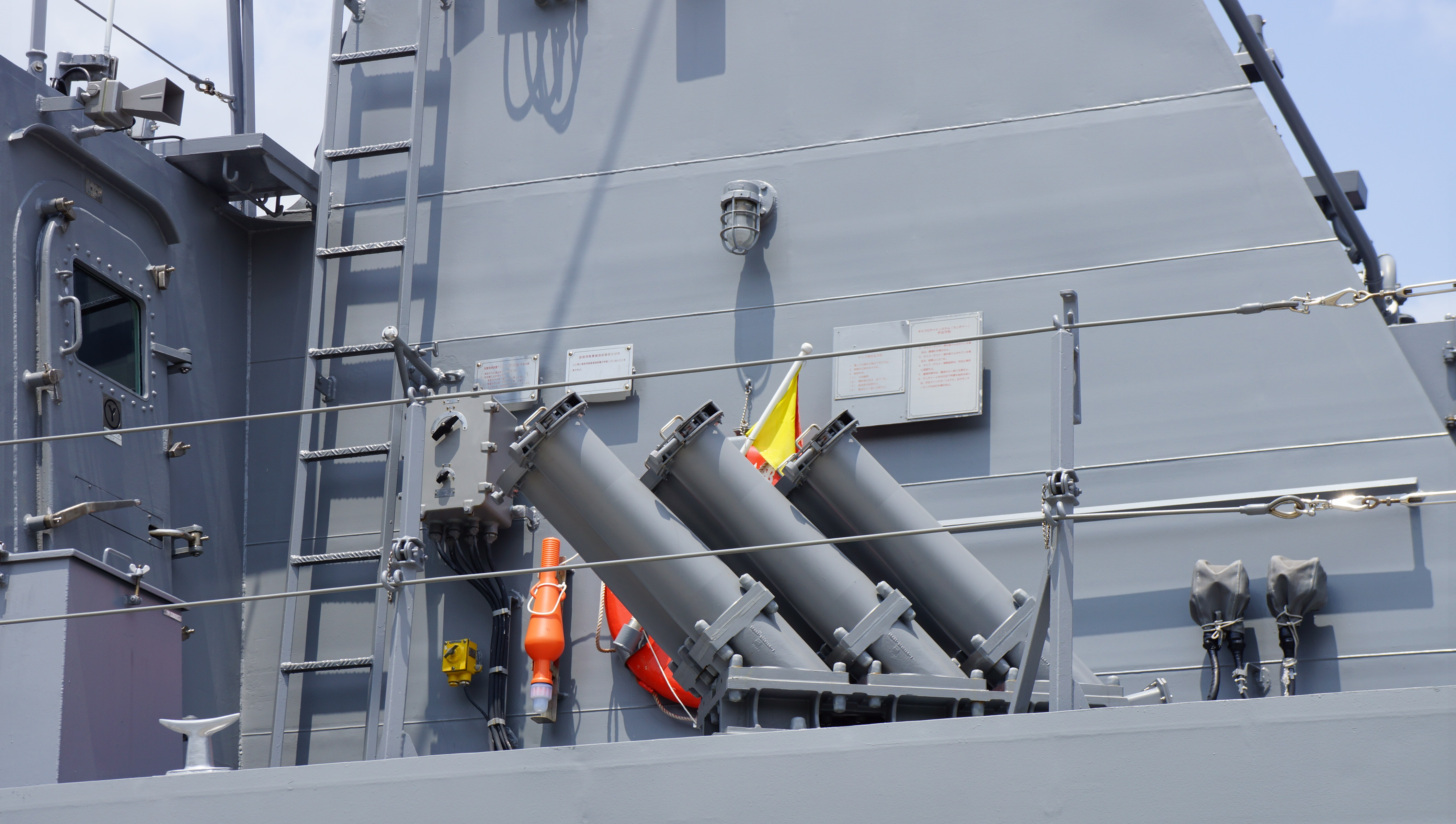
Hệ thống phóng mồi bẫy Mk.137
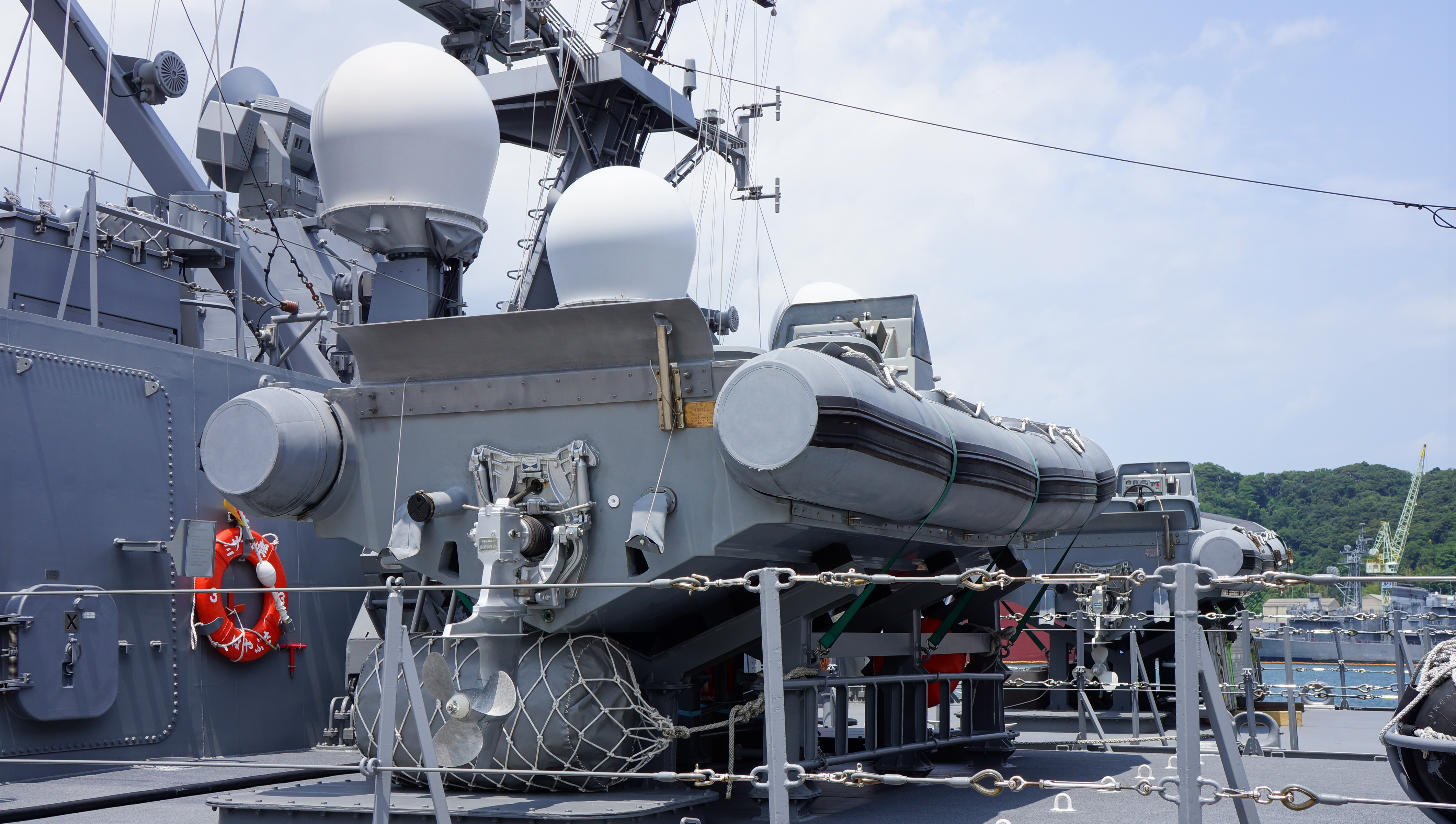
Xuồng cao tốc dạng bơm hơi vỏ cứng

## Hệ thống động lực

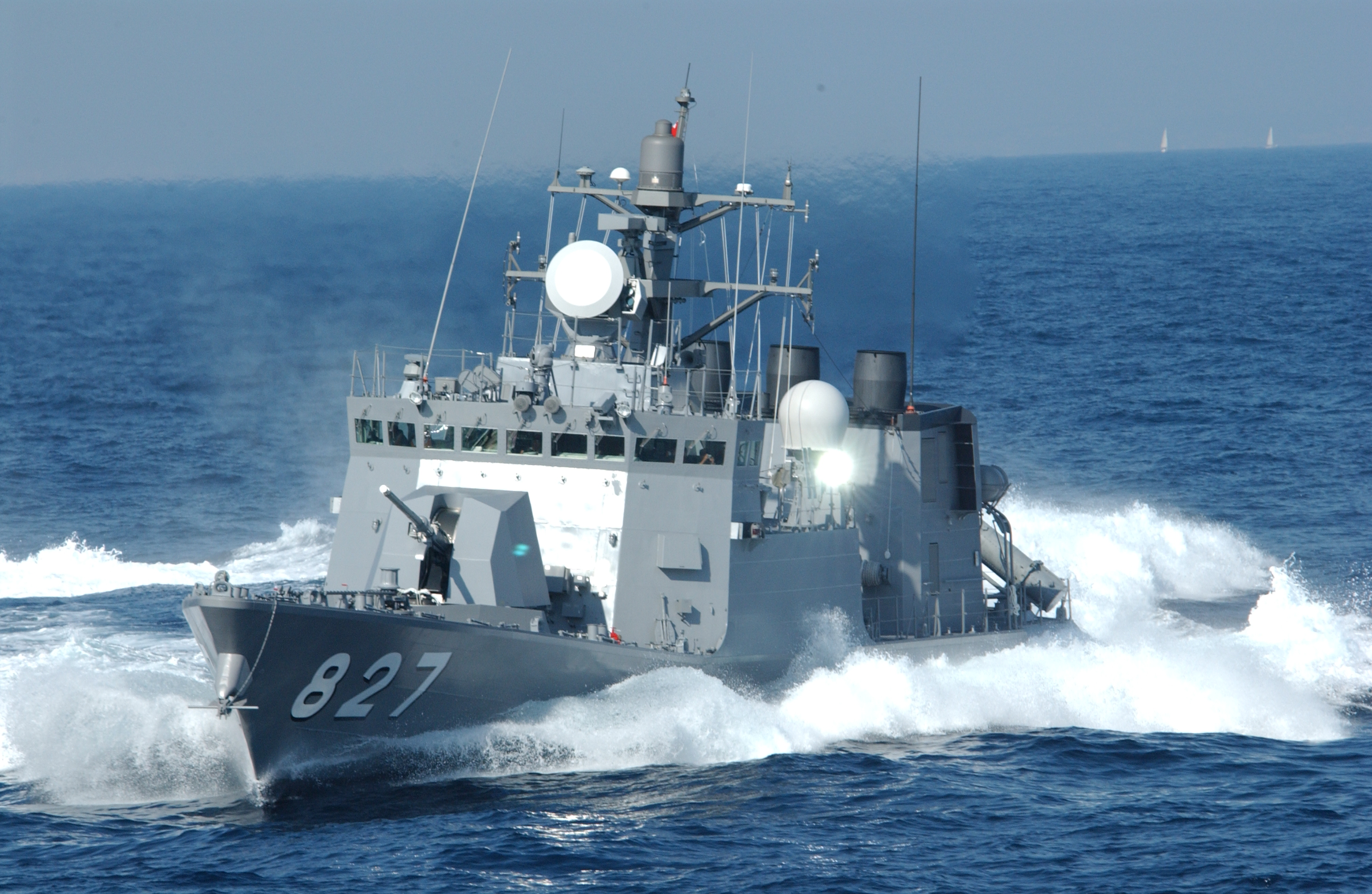
JS Kumataka（PG-827）chuyển hướng với tốc độ cao

Ban đầu, Hayabusa dự kiến được trang bị 2 động cơ chính và có tốc độ tối đa là 32 đến 33 hải lý/giờ. Tuy nhiên, sau đó, tốc độ yêu cầu đã được nâng lên 44 hải lý/giờ để đối phó với hoạt động gián điệp của tàu chiến Bắc Triều Tiên và số lượng động cơ chính cũng được tăng lên ba động cơ .
Động cơ chính của tàu là 3 động cơ tuabin khí LM500-G07 (công suất 5.400 mã lực) do Ishikawajima-Harima (nay là IHI Corporation) chế tạo theo giấy phép của General Electric. Động cơ LM500-G07 của Haybusa tương tự như loại được lắp trên tàu tên lửa cánh ngầm PG 1-go, nhưng công suất cao hơn 400 mã lực. Mỗi động cơ LM500-G07 được kết nối độc lập với một hệ thống bơm nước phản lực MWJ-900A (do MHI sản xuất). Việc sử dụng hệ thống bơm nước phản lực MWJ-900A cho phép tàu hoạt động được ở những vùng biển nông, nhiều vật thể nhân tạo hoặc thực vật dưới bề mặt nước mà không sợ bị vướng, rối chân vịt. MWJ-900A còn có khả năng vận hành với tiếng ồn ít hơn nhiều so với thông thường, khiến tàu khó bị phát hiện hơn.
Ngoài ra, trên tàu còn có 2 tổ máy phát điện được lắp đặt tại phòng thiết bị phía trước phòng máy. Mỗi tổ máy bao gồm 1 động cơ diesel 6NSE-G của Công ty TNHH Kỹ thuật Niigata (380 mã lực) và 1 máy phát điện Toshiba công suất 200 kW. Hệ thống động lực cung cấp công suất đầu ra tổng cộng 16.200 mã lực giúp tàu đạt tốc độ tối đa lên đến 44 hải lý/giờ (85 km/h).

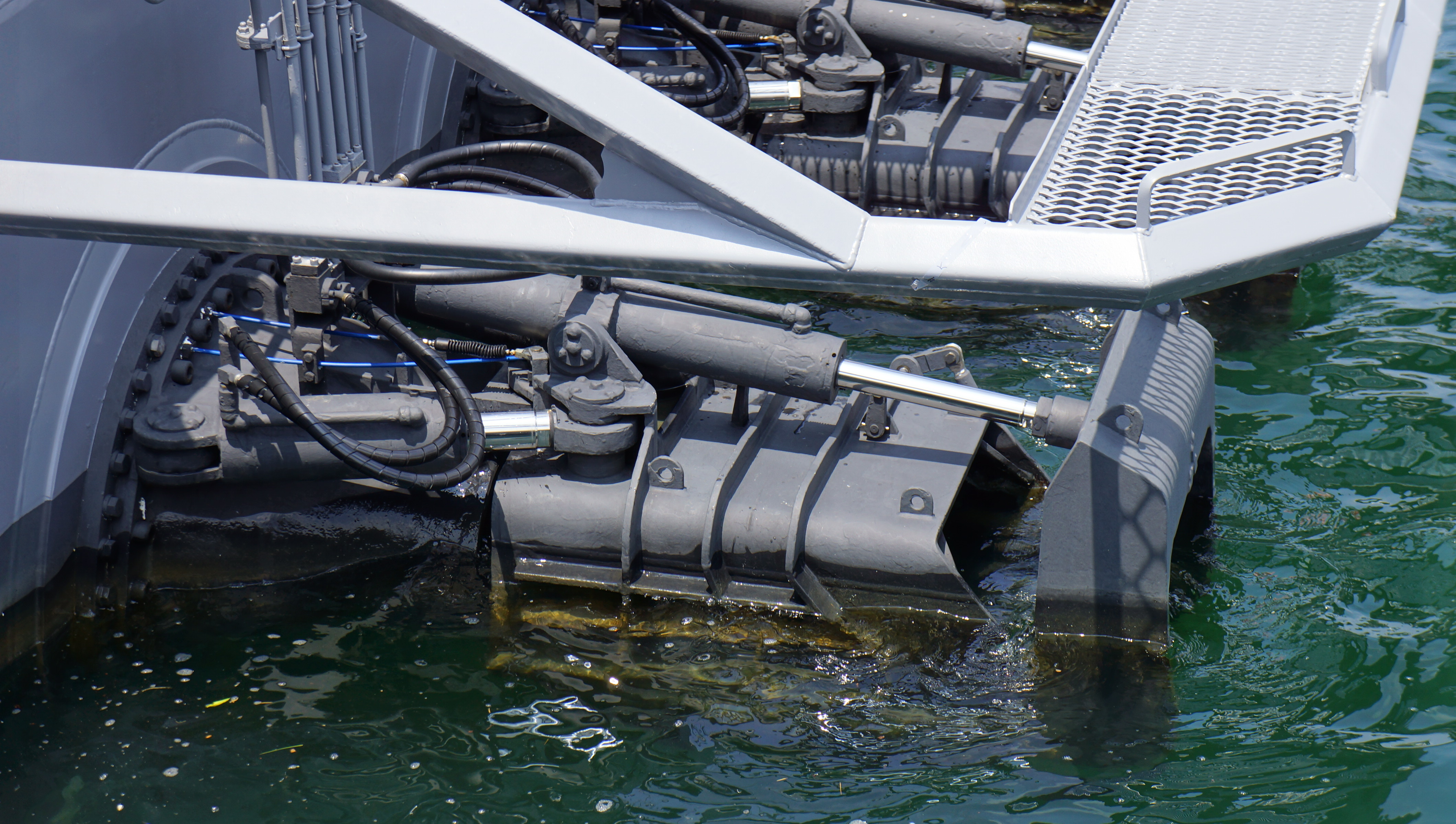
Hệ thống bơm nước phản lực MWJ-900A của JS Hayabusa (PG-824)

## Danh sách tàu
| Tên tàu              | Số hiệu | Đặt lườn   | Hạ thủy   | Biên chế  |
| -------------------- | ------- | ---------- | --------- | --------- |
| Hayabusa (はやぶさ)  | PG-824  | 9/11/2000  | 13/6/2001 | 25/3/2002 |
| Wakataka (わかたか)  | PG-825  | 9/11/2000  | 13/9/2001 | 25/3/2002 |
| Otaka (おおたか)     | PG-826  | 2/10/2001  | 13/5/2002 | 24/3/2003 |
| Kumataka (くまたか)  | PG-827  | 2/10/2001  | 13/8/2002 | 24/3/2003 |
| Umitaka (うみたか)   | PG-828  | 11/12/2002 | 21/5/2003 | 24/3/2004 |
| Shirataka (しらたか) | PG-829  | 11/12/2002 | 8/8/2003  | 24/3/2004 |